# Parc Ōdōri
Le parc Ōdōri (大通公園, Ōdōrikōen, lit. « parc public du boulevard ») prend place au cœur de la ville de Sapporo (Japon), dans la circonscription de Chūō-ku. Le parc s'étend du premier boulevard ouest au 12e boulevard ouest, pour une longueur d'environ 1,5 km et une surface de 78 901 m2 (7,9 ha).
Le parc est découpé en treize parties de taille égale formant chacune un petit parc rectangulaire. Il coupe la ville en deux parties nord et sud.

## Histoire du parc et des boulevards

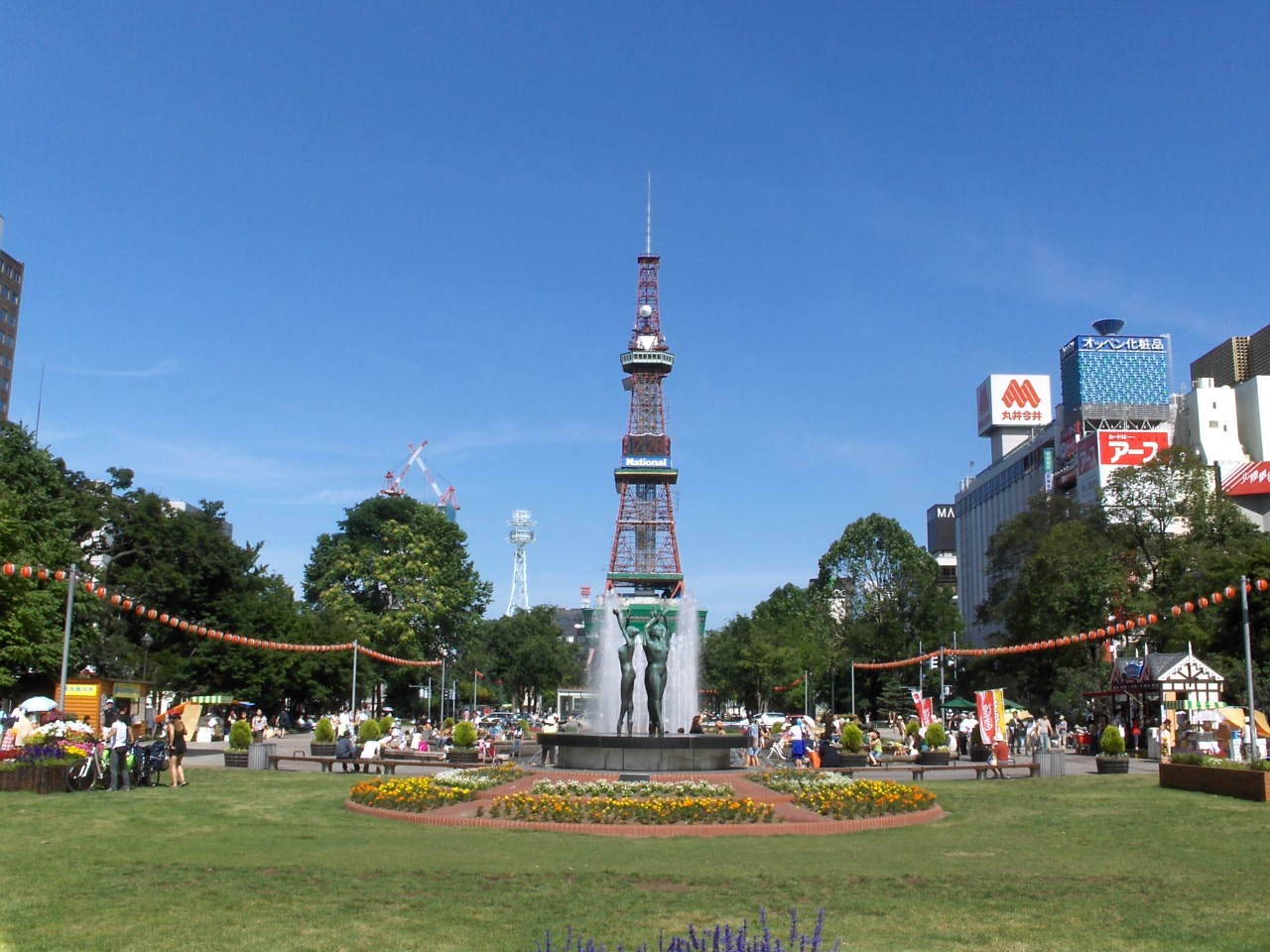
La tour de télévision de Sapporo vue du parc.

En 1869, Yoshitake Shima fut envoyé à Sapporo, sur l'île de Hokkaidō, par le gouvernement pour la développer. Il décida de construire un boulevard au cœur de la ville coupant la ville en deux parties.
En 1871, un mur coupe-feu fut construit à la place de l'ancien boulevard sur ordre de Iwamura Michitoshi. Il consistait en une bande de 105 m de large sans aucun bâtiment.
En juin 1881, le boulevard, qui s'appelait Shiribeshi dōri (後志通), fut renommé Ōdōri.
En 1876, 6 600 m2 de fleurs furent plantés dans la 3e et 4e partie du parc, cela marqua le début du parc Ōdōri.

## Les différentes sections du parc
Chacune des treize sections du parc est constituée d'un rectangle de 65 m du nord au sud et de 110 m d'est en ouest. Les sections sont numérotées d'est en ouest.
| →  | → | →  | → | →  | →               | →  | → | → | → | → | → | → | → | → | → | → | → | → | →                     | → | → | → | → | → | → | Rivière Sōsei |  |
| 13 |   | 12 |   | 11 | Ishi- yama dōri | 10 |   | 9 |   | 8 |   | 7 |   | 6 |   | 5 |   | 4 | Sap- poro ekimae dōri | 3 |   | 2 |   | 1 |   | Rivière Sōsei |  |
| ←  |   |    |   |    |                 |    |   |   |   |   |   |   |   |   |   |   |   |   |                       |   |   |   |   |   |   |               |  |

La tour de télévision de Sapporo se trouve dans la première section du parc.

## Événement
Chaque année, au mois de février, s'y déroule le festival de la neige de Sapporo.